# Konservenglas

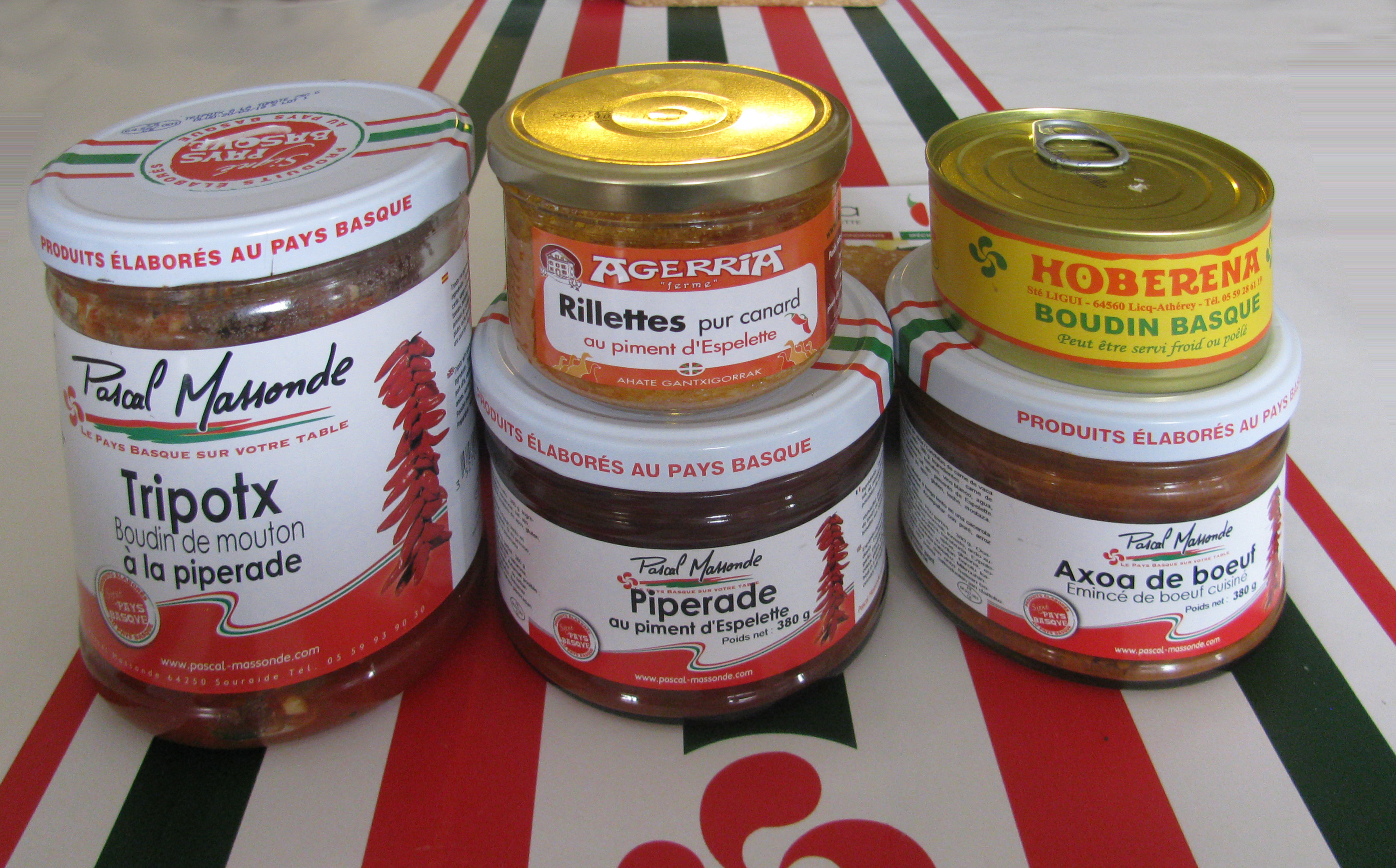
Verschiedene Glaskonserven und eine Dosenkonserve

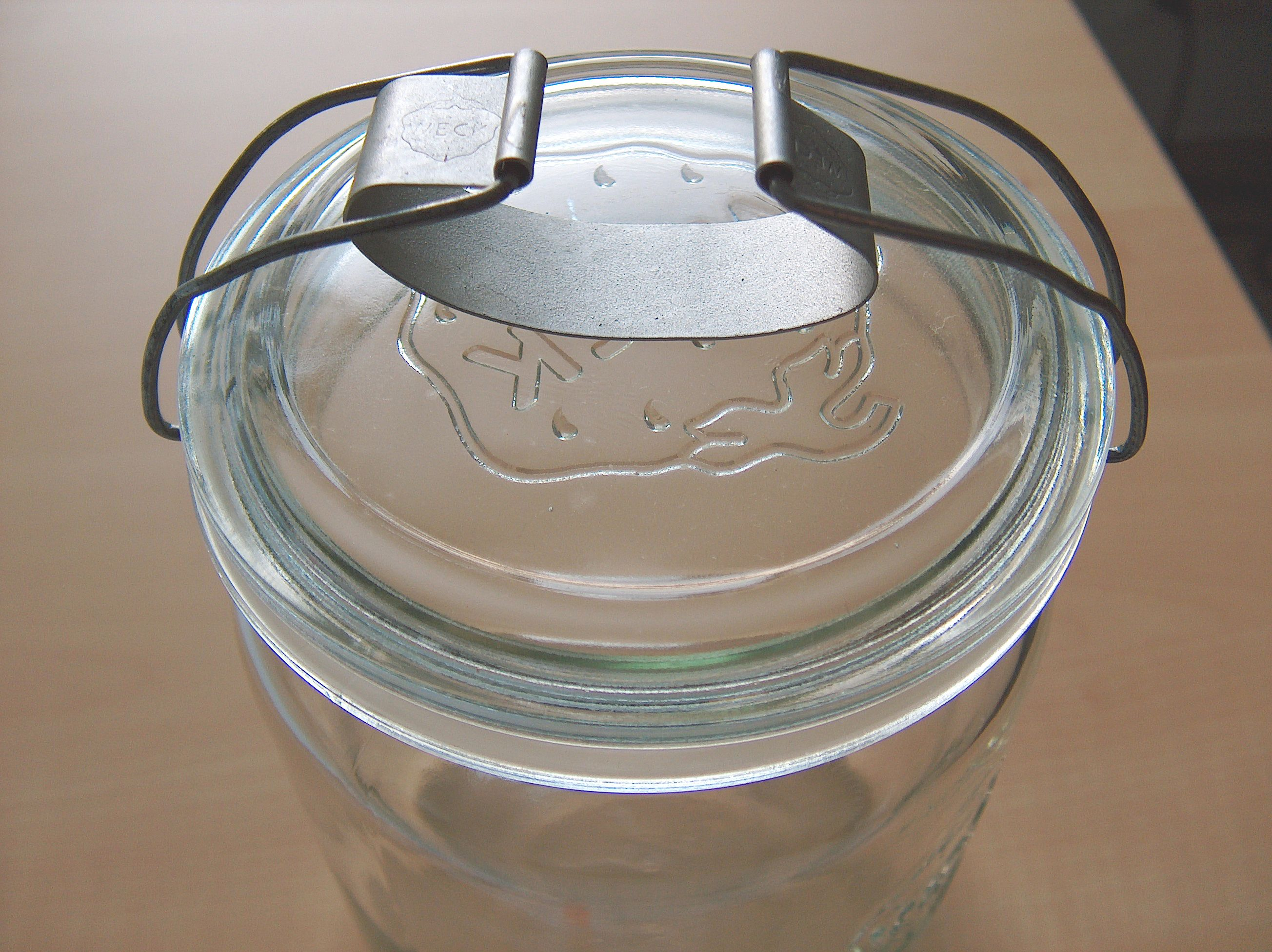
Einmachglas mit Bügel

Ein Konservenglas ist ein Verpackungsmittel aus Glas, das mit einem Deckel verschlossen wird und in dem ein Lebens- oder Genussmittel als Konserve oder Präserve verpackt und aufbewahrt wird.
Warenkundlich zählen Konservengläser in der Europäischen Union zur Unterposition 7010 der Kategorie „Glaswaren“. Diese schließt auch die im Haushalt zum Einmachen verwendete Gläser ein.
Alternative Verpackungsmittel für Konserven sind die Konservendose und die Tube, jeweils aus Metall. Zunehmend kommen auch Tuben und Schraubflaschen aus halbflexiblem Kunststoff für pastöse bis flüssige Lebensmittel, etwa Senf, Ketchup, Schokolade-Topping in den Handel.

## Varianten
- Norgesglass, produziert ab etwa 1902 in der norwegischen Glashütte „AS Christiania Glasmagasin“
- Kilner Jar, entwickelt Ende des 19. Jahrhunderts in Großbritannien durch das Unternehmen John Kilner[5]
- Einmachglas (Weckglas, Österreich: Rexglas)
- Fowlers Vacola, entwickelt 1915 in Melbourne von Joseph Fowler
- Mason Jar, benannt nach John Landis Mason, erstes Patent 1858
- Bülach-Glas, das Schweizer Einmachglas, das ab 1920 den Namen Bülach bis „in das hinterste Schweizer Dorf“ bekannt machte[6][7]
- Twist-Off-Verschluss (TO), Nockendeckel: für die Lebensmittelindustrie entwickelt und dort überwiegend verwendet. Unterschiedliche Nenndurchmesser von TO38 bis TO110. Wiederverschliessbar und daher im Privatbereich häufig wiederverwendet.

## Gestaltung der Form
Mit der Ausgestaltung der Form werden verschiedene Ziele verfolgt:
- Robustheit der Verpackung trotz Sprödheit des Werkstoffs gegen Krafteinwirkung von außen durch Anstoßen und von innen aus dem hydrostatischen Druck, durch Schütteln des Inhalts oder durch Anstoßen mit einem Löffel usw.: Zylinderförmiger Mantel mit kreisringförmiger Wölbung an den Übergängen zu Hals (Kragen) und Boden. Kugelkalottenförmige Einwölbung des Bodens nach oben.
- Reduktion des Gewichts für ein Gefäß mit bestimmtem Nutzvolumen: Ausbildung von 2 rundum laufenden, den Umfang vergrößernden Stoßwülsten an den Rändern des Zylindermantels.
- Griffigkeit beim Halten mit der Hand, beim Hantieren, Heben, Öffnen des Verschlusses: Ausformung von Noppen oder Facetten nahe der Ränder des Zylinders, mitunter plus stärkere Wülste.
- Aufstandzone unempfindlich gegen Kratzer machen: Noppen, auf denen das Glas aufsteht, verhindern, dass durch Schieben über Stein oder Sandkörner längere Kratzer entstehen können, die das Glas hier bruchempfindlich machen. Als unangenehm empfundenes Kratzgeräusch wird vermieden. Nebeneffekt ist, dass ein auf einer planen Fläche stehendes Glas auch an der Unterseite trocknen kann und sich tropfnass nicht so stark an eine plane Tischfläche anheftet.
- Ausformung für gutes Verschließen und Öffnen:
  - Wulst am Mund für einen elastischen Deckel.
  - Rillen für einen mit Gummiwalzen angewalzten Blech-Deckel; darunter ein Wulst, um Gegenhalt für eine Münze oder einen Messerrücken zu bilden, mit denen drehend der Deckel an einer Stelle angehoben wird. Der Wulst fängt mit seiner oberen Innenkante auch einen Tropfen des Inhalts auf.
- Dichtrand am Mund für Anschluss an die elastische Dichtung im Blechdeckel.
- Innen glatt und passend gekrümmt
  - für gutes Auslöffeln
  - für leichtes Auswaschen.
- Alternative Ausformung als Trinkglas.[8]
- Wahl des Durchmessers für:
  - ein- oder beidhändiges Halten und Heben
  - Umverpacken mit Kartonbox oder Kartontray plus Schrumpffolie, so dass sich gute Stapelbarkeit auf einer Europalette ergibt.
- Grafische oder geometrische Gestaltung: Erhabene Ausformung eines Bienenwabenmusters auf den Wülsten an Schulter und Fuß oder prismatisch sechskantiger Mantel für Honiggläser. 2 Wülste, die gegenüberliegende Tragehenkel andeuten.
- Höherer Hals für höhere Twist-Off Deckel, um diese auch seitlich bedrucken zu können.
- Stehrand, der die leeren und verschlossenen Gläser (im Zusammenwirken mit dem Deckel) jeweils stapelbar macht.

## Beschriftung, Markierung und Etikettierung
Hersteller der Glasgefäße markieren folgende Informationen am Übergang des Mantels zum Boden:
- Glashüttenzeichen[9]
- Punktreihe - betriebsinterner Code als Reihe erhabener Punkte mit Leerstellen. Blaseform und Charge.
- Zweistellige Zahl: Erzeugungsjahr.
- Füllinhalt in Milli-, Deziliter oder Liter.
- Füllhöhe für Nennvolumen in mm unter Oberkante Mund.
- Außendurchmesser in mm.

Etikettierung:
- Industrielle Abfüller kleben ein Papierettikett mit Leim auf.
- Wiederverwender nutzen oft Selbstklebeetiketten oder auch wasserfeste Filz- oder Lackstifte.
- Mit einem zusätzlichen Klebstreifen kann der Verschlussdeckel mit dem Glas im Sinn eines Siegels verbunden werden.

## Befüllen
Gläser kommen typisch gestapelt, eventuell unter Zwischenlage weichen Kartons, auf Paletten in Schrumpffolie zum Abfüller.
Vor dem Befüllen mit Lebensmitteln werden die Gläser gewaschen und heiß sterilisiert.
Wird der Inhalt heiß eingefüllt und verschlossen, zieht sich beim Abkühlen der flüssige oder erstarrende Nutzinhalt typisch stärker als das Glas zusammen. Durch das Verschließen mit einem relativ steifen Blechdeckel wird jedoch das Volumen des Gasraums über dem Füllgut weitgehend konstant gehalten. Kühlt nun der Inhalt von 85 auf 25 Grad Celsius, also etwa von entsprechend 360 auf 300 Kelvin ab, so nimmt der Druck infolge der Gasgleichung um ein Sechstel (= 60 /. 300). deutlich ab. Verstärkt wird die Druckabnahme durch einen starken Rückgang des Partialdrucks des Wasserdampfs in der Gasphase. Dass sich der Deckel, insbesondere, wenn er eine einschnappende Druckindikator-Aufwölbung hat, etwas einzieht, verringert die Ausbildung von Unterdruck ein wenig. Der Boden des Glases muss diesem Druckunterschied widerstehen und ist insbesondere bei größeren Gläsern daher relativ dick und nach innen gewölbt.